# Ricardo Augusto Rodríguez Álvarez
Ricardo Augusto Rodríguez Álvarez (* 14. Juni 1962 in Lima, Peru) ist ein peruanischer Geistlicher und römisch-katholischer Weihbischof in Lima.

## Leben
Ricardo Augusto Rodríguez Álvarez empfing am 13. Dezember 1987 das Sakrament der Priesterweihe.
In Santiago de Chile und in Bogotá absolvierte er ein postgraduale Studien der Pastoraltheologie mit dem Hauptfach Jugendseelsorge. Er war Kaplan und Pfarrer in mehreren Pfarreien im Erzbistum Lima.
Am 13. April 2019 ernannte ihn Papst Franziskus zum Titularbischof von Aeliae und zum Weihbischof in Lima. Am 6. Juli 2019 wurde er durch den Erzbischof von Lima, Carlos Castillo Mattasoglio, zum Bischof geweiht.